# Flesvoeding

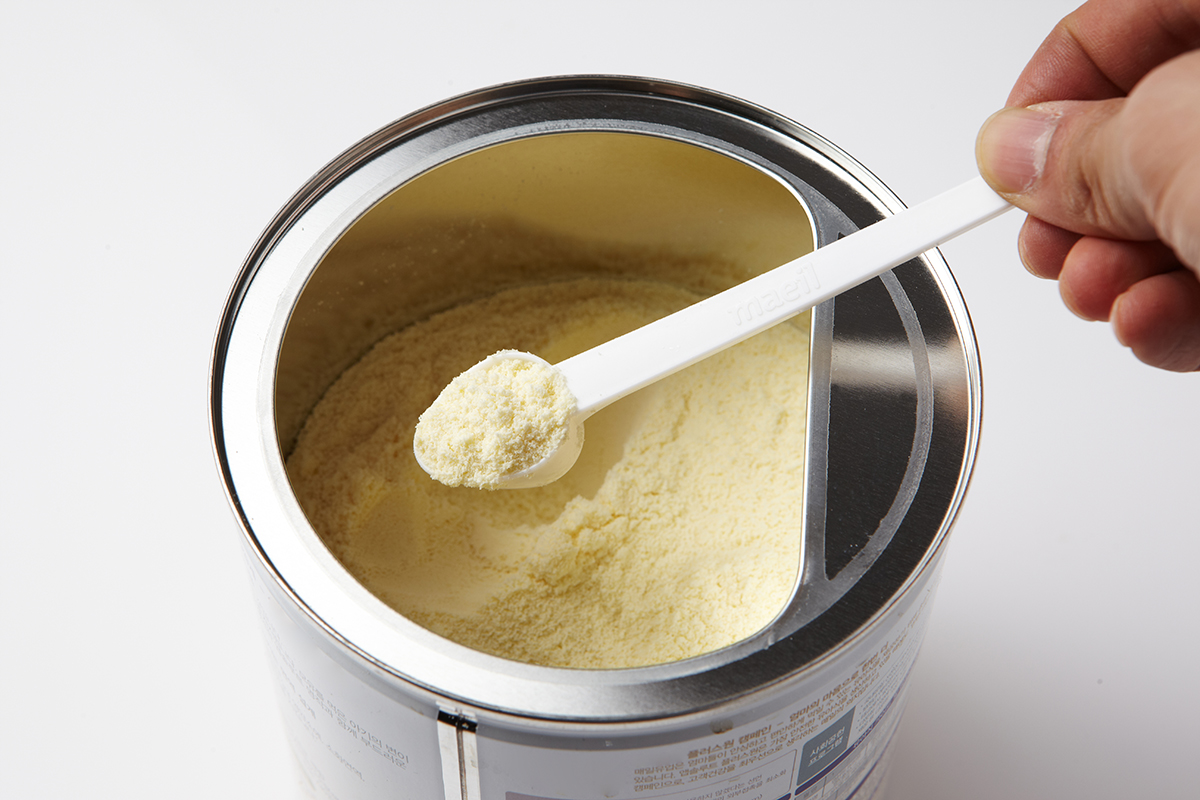
Flesvoeding

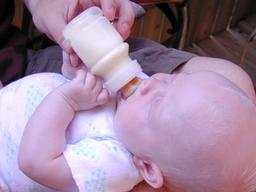
Een baby krijgt flesvoeding

Flesvoeding is vloeibare voeding die met behulp van een fles met een daarop bevestigde zuigspeen wordt toegediend (zuigfles), meestal bedoeld voor een baby.
De fles kan afgekolfde moedermelk, koemelk of kunstmatige zuigelingenvoeding bevatten. In de volksmond staat deze laatste variant bekend als flesvoeding.
Flesvoeding (kunstvoeding) wordt meestal gemaakt door het bewerken van koemelk. De natuurlijke caseïne / wei-eiwit verhouding in koemelk is 80% caseïne tegen 20% wei-eiwit. Terwijl de gewenste verhouding in kindervoeding 40% caseïne tegen 60% wei-eiwit is.
De eiwitten in de melk worden zodanig (chemisch) bewerkt dat ze beter verdragen worden, de dierlijke vetten worden vervangen door plantaardige en het water wordt verwijderd. Daarnaast worden er verschillende supplementen toegevoegd zoals vitamine D en K, ijzer en vezels. Er is ook speciale dieetvoeding zoals hypo-allergene voeding of voeding op basis van soja, omdat sommige baby's allergisch zijn voor koemelk of lactose niet goed kunnen afbreken. Daarnaast is er doelgroepenvoeding voor baby's met darmkrampen, overmatige honger, overmatig braken of verstopping.
De meeste flesvoeding is in poedervorm die opgelost moet worden in gekookt water. Ook is er kant en klare flesvoeding te krijgen, die vooral in ziekenhuizen wordt gebruikt.
Naast zuigelingenmelk (te gebruiken vanaf dag 1), opvolgmelk (vanaf 6 maanden) en peutermelk (vanaf 10 of 12 maanden) zijn er speciale soorten voeding verkrijgbaar, die helpen tegen kramp of geschikt zijn voor kinderen met een voedselallergie.
Unicef en de Wereldgezondheidsorganisatie raden wereldwijd borstvoeding aan als eerste keus als babyvoeding. Borstvoeding is immers goedkoop en altijd schoon. De kennis omtrent hygiëne en de beschikbaarheid van (betrouwbaar) water en brandstof is in veel (derdewereld)landen zeer slecht, waardoor veel kinderen voortijdig aan diarree en andere aan hygiëne gerelateerde infecties overlijden of ziek worden. In westerse landen gelden deze problemen minder. Daar is flesvoeding een alternatief, maar blijft de voorkeur gelden voor borstvoeding. Borstvoeding heeft namelijk naast genoemde aan hygiëne gerelateerde voordelen ook in de Westerse wereld legio voordelen. Zo is uit epidemiologisch onderzoek gebleken dat kinderen die ten minste zes maanden volledig borstvoeding krijgen een kleinere kans hebben op bepaalde allergieën en atopisch eczeem.

## Voor- en nadelen van flesvoeding
Voordelen van flesvoeding
Het kan door iedereen gegeven worden, moeder én vader, en een eventuele babysitter.
Borstvoeding wordt door de moeder alleen gegeven, al kan afgekolfde melk door anderen gegeven worden. Als de moeder voedingen overslaat (omdat zij van de baby weg is), moet zij melk afkolven. Borstvoeding vergt hierdoor soms meer planning. Borstvoeding geven kost de moeder meer energie, maar meestal bouwt de moeder vetreserves op tijdens de zwangerschap. Dat borstvoeding geven zorgt voor meer vermoeidheid bij de moeder dan flesvoeding is nooit bewezen.
Nadelen van flesvoeding
De WHO (World Health Organisation) geeft als richtlijn dat een kind minimaal zes maanden exclusieve borstvoeding krijgt en daarna tot minimaal 2 jaar, aangevuld met ander eten. Borstvoeding verhoogt de immunologische afweer van een baby, door het doorgeven van IgA-antilichamen via de moedermelk. Flesvoeding bevat deze afweerstoffen niet. Aan flesvoeding zit een maximum, borstvoeding kan zo vaak en veel gegeven worden als moeder en baby willen. Ook is borstvoeding troost voor de baby en niet alleen voeding.

## Geschiedenis van kunstvoeding
De Duitse chemicus Justus von Liebig beschreef in 1846 dat alle levende materie, en ook voedsel, bestond uit vetten, koolhydraten en eiwitten. (Apple 1987: 8). In 1884 publiceerde Dr. A.V. Meigs uit Philadelphia de samenstelling van moedermelk: ongeveer 87% water, 4,2% vet, 7,4% suiker, 0,1% 'zout' of 'as' en 1% eiwit. Koemelk bevat meer eiwit en minder vet en suiker. Recepten voor babyvoeding waren er vanaf die tijd grofweg op gebaseerd de koemelk te verdunnen met water en suiker en room toe te voegen, waardoor de verhouding vet, suiker en eiwit overeenkwam met die van moedermelk (Apple 7,8).
In Nederland was het dokter B.P.B. Plantenga die in Den Haag het eerste consultatiebureau voor zuigelingen begon, waar hij 'on- en minvermogende' moeders een alternatief aanbood voor borstvoeding. Hij betrok koemelk van speciaal geselecteerde koeien ‘welke des zomers op apart uitgezochte weiden grazen en des winters uitsluitend met hooi, lijnkoeken en zemelen worden gevoed’. Hij steriliseerde de melk volgens een uren durend proces met behulp van ‘apparaten van Soxhlet’, zo schreef hij in een verslag van zijn pionierswerk.
Tegenwoordig is de kennis omtrent het "humaniseren" van koemelk veel beter. Nu zijn ook extra vitamines en mineralen toegevoegd aan de kunstmelk en zijn de verhoudingen tussen koolhydraten, eiwitten en vet beter dan vroeger. Daarnaast bevat flesvoeding de aanbevolen hoeveelheid vitamine K, zodat geen vitamine K druppels hoeven worden gegeven zoals bij borstvoeding. Toch kan kunstvoeding nog lang niet borstvoeding nabootsen. Borstvoeding biedt veel gezondheidsvoordelen boven kunstvoeding. Het WHO raadt borstvoeding altijd aan als eerste keus voor het kind ten minste 2 jaar oud is.